# The Winter Lake
The Winter Lake ist ein Thriller von Phil Sheerin, der Anfang Juli 2020 beim Galway Film Fleadh erstmals gezeigt wurde.

## Handlung
Elaine muss mit ihrem Sohn Tom zurück nach Irland ziehen. Sie macht ihn hierfür verantwortlich und ertränkt ihre Sorgen in Alkohol.
Tom macht die Bekanntschaft von Holly und ihrem Vater Ward von der benachbarten Farm.

## Produktion
Phil Sheerin gab mit The Winter Lake sein Regiedebüt. Das Drehbuch stammt von David Turpin.
Der britische Nachwuchsschauspieler Anson Boon spielt Tom, die irische Schauspielerin Charlie Murphy seine Mutter Elaine. Emma Mackey spielt die Nachbarstochter Holly, Michael McElhatton ihren Vater Ward. Sowohl Mackey als auch Boon wurden von Screen International als „Stars of Tomorrow“ bestimmt. Gedreht wurde der Film im irischen Sligo. Als Kameramann fungierte Ruairí O’Brien.
Der Film feierte am 10. Juli 2020 beim virtuellen Galway Film Fleadh seine Premiere.

## Rezeption
Von den bei Rotten Tomatoes gesammelten Kritiken fielen 73 % positiv aus. Die durchschnittliche Wertung liegt bei 5,9/10.